# Husby (Hedemora)
Husby (ook wel: Dala-Husby) is een plaats in de gemeente Hedemora in het landschap Dalarna en de provincie Dalarnas län in Zweden. De plaats heeft 250 inwoners (2005) en een oppervlakte van 71 hectare.

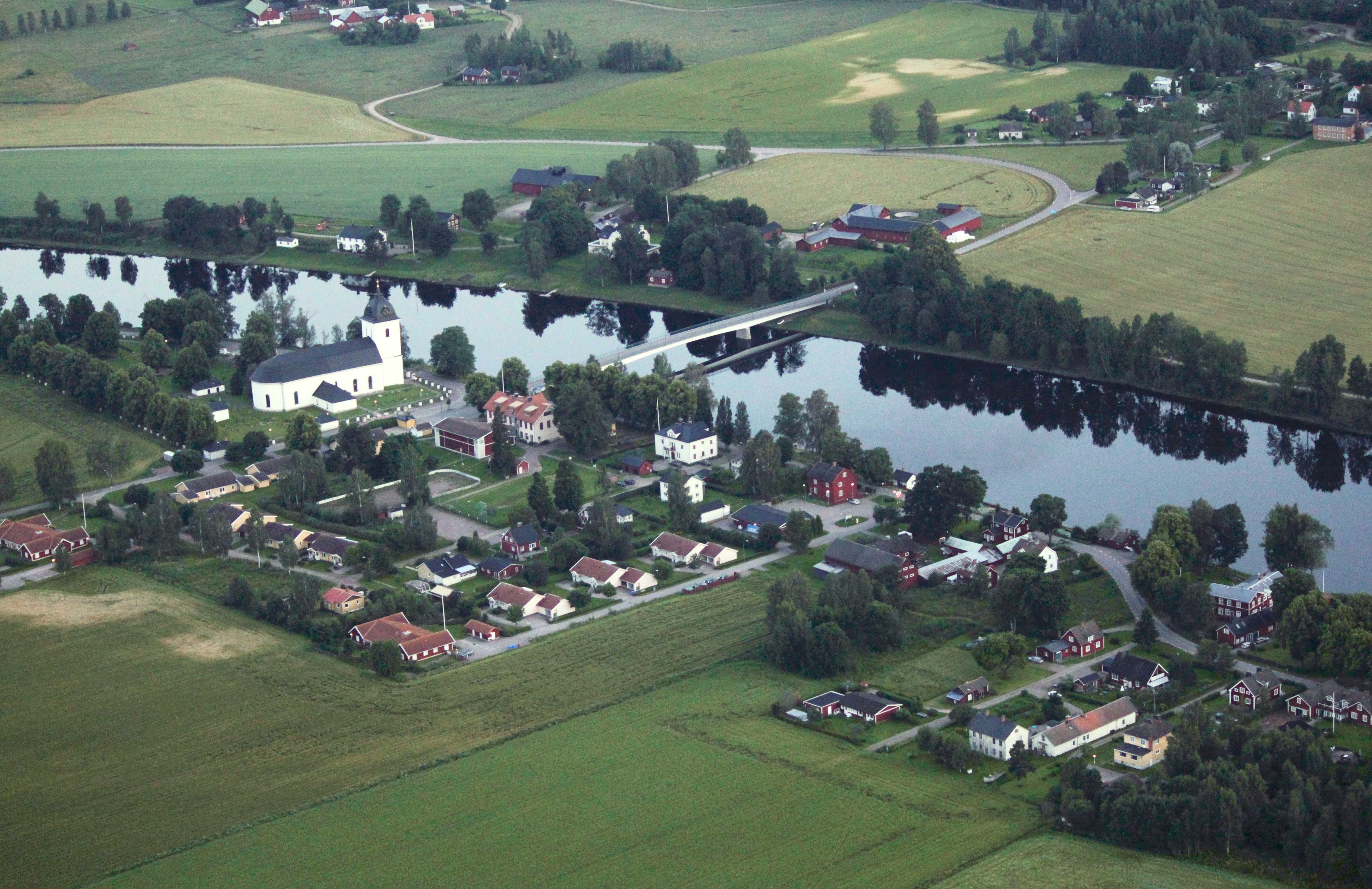
Husby
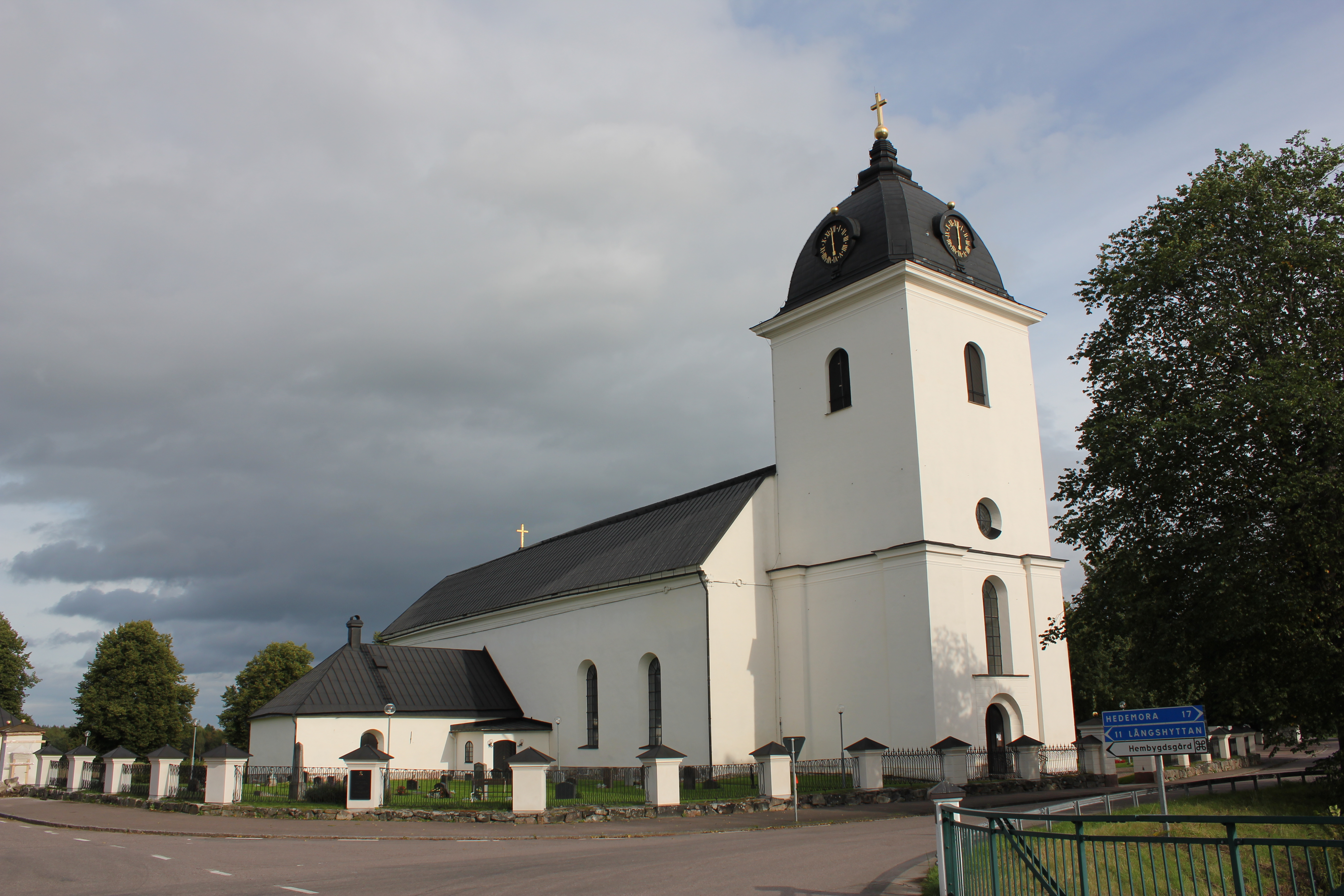
Kerk van Husby